# Col d'Aoube
Le col d'Aoube est un col de montagne pédestre des Pyrénées à 2 369 mètres d'altitude dans le département français des Hautes-Pyrénées, en Occitanie.
Il relie la vallée de Lesponne et la vallée de Barèges.

## Toponymie
En occitan, aoube signifie « une idée de blancheur, blanc ».

## Géographie
Le col d'Aoube est situé entre le pic Crémat (2 630 m) au nord et le pic Bédéra (2 513 m) au sud. Il surplombe à l’ouest les lacs Bleu (1 947 m) et Vert (2 009 m).

## Protection environnementale
Le col fait partie d'une zone naturelle protégée, classée ZNIEFF de type 2.

## Voies d'accès

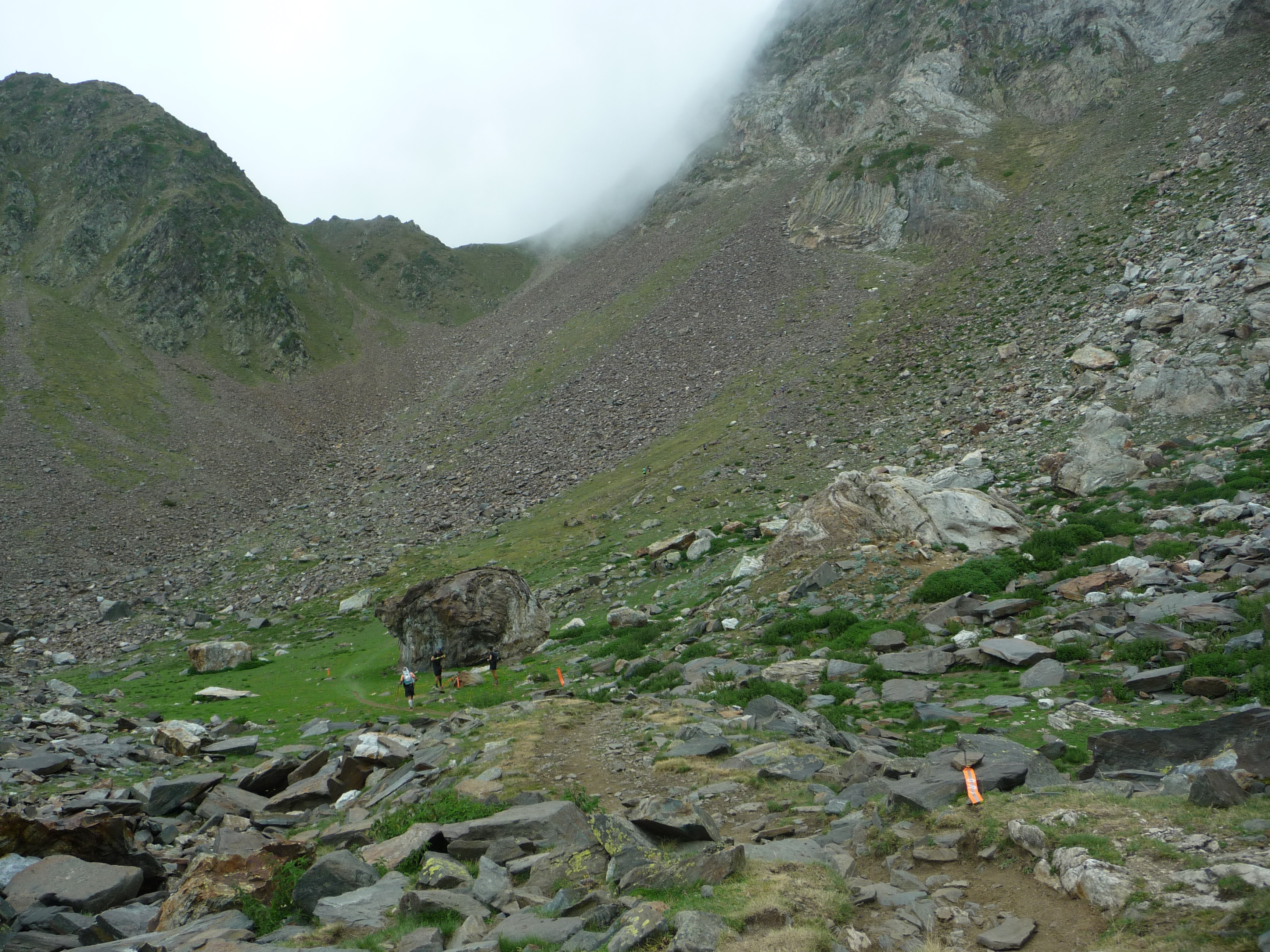
Le col d'Aoube grimpé sur le Grand Raid des Pyrénées 2022

Le versant ouest est accessible par le sentier depuis le lac Bleu, le versant est depuis le pic du Midi de Bigorre par le lac d’Oncet en contournant La Bonida (2 529 m) par le col de la Bonida (2 315 m).